# モラング

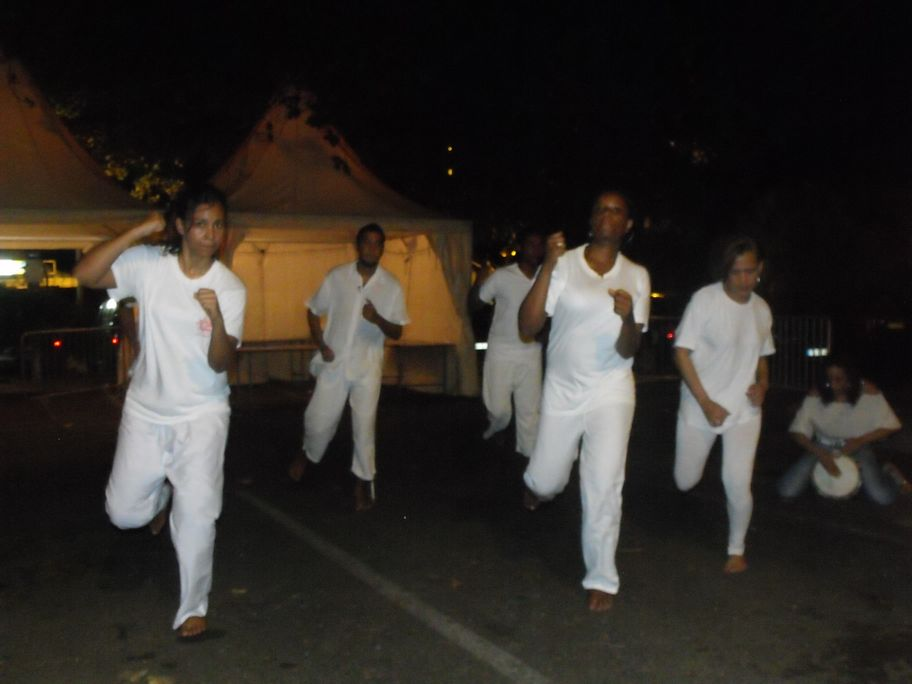
師範と弟子たち。レユニオンのサン・ピエール海岸にて

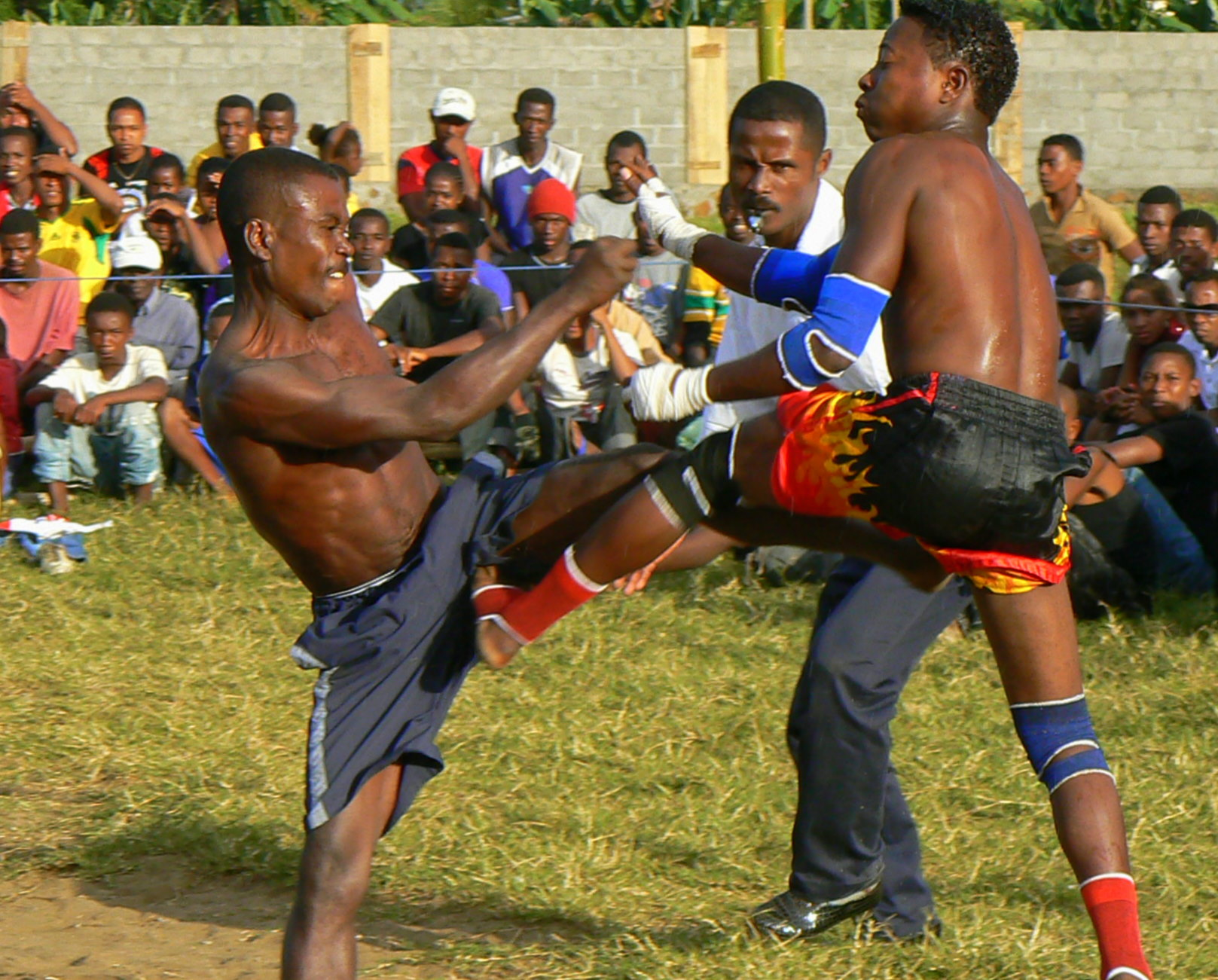
モラングの様子

モラング（フランス語　Moringue又はMoring　マダガスカル語　batay kréol)とはインド洋、特にマダガスカルとレユニオンで行われる格闘技。

## 概要
マダガスカルに発祥し、コモロ、レユニオン、セイシェル、モーリシャスといったインド洋西部の島々に広がった伝統格闘技である。マダガスカル島西部沿岸地域に興ったサカラヴァ王国群の一つ、マルセラナナ王国（1675年頃 - 1896年）で行われていた庶民階層の伝統行事に由来が求められる。
モラングの語源は、マダガスカル語のmoraingy（闘い）に由来している。パーカッションのリズムに乗って、試合や練習が行われる。

## 歴史
モラングの起源は18世紀に遡る。マダガスカルではサトウキビのプランテーションが行われていたが、アフリカ人やマダガスカル人の奴隷が叛乱を起こさないように黒人取締法で武術の訓練を禁止していた。そこで奴隷達が踊ると見せかけて武術を訓練するために作られたという。
レユニオンでのモラングの再発見と現在の発展は、ジャン・ルネ・ドレイナザ（サバットのフランスチャンピオン、欧州チャンピオン）によってもたらされた。

## 試合
以下のような手順で行われる。
- まず、アクロバットを行う。これには戦いを避けるために、敵を威嚇して思い止まらせるという意味が含まれている。
- 地面を触ってから、胸を合わせてから距離をとる。これを2回繰り返す。2回目はぶつかる。
- 2回目でぶつかる（戦いが避けられなくなったという意味）と、主に蹴りを使った攻防が繰り広げられる。
- 終わると次の組が出てきて延々と続けられる。

## 技術
カポエイラに似た感じであるが、ジンガ（カポエイラのステップ）がすり足なのに比べて跳ねるようなステップを使うのが特徴である。
側転は敵を避けるのに使う。 土に手をついてバランスをとる技術が重要である。